# Wolf Alexander Ernst Christoph von Blanckensee
Wolf Alexander Ernst Christoph von Blankensee (* 17. April 1684 Reichenbach; † 30. September 1745 in Soor) war ein preußischer Generalmajor, Chef des Infanterieregiments Nr. 23 und Amtshauptmann von Neidenburg und Soldau.

## Leben

### Herkunft
Wolf Alexander Ernst Christoph von Blanckensee entstammte dem neumärkischen Uradelsgeschlecht von Blanckensee. Er war der Sohn des Obristen Christian Henning von Blanckensee (* 1645; † 7. September 1693 vor Belgrad) und der Hedwig Juliana von Volkmar. Der General Peter von Blanckensee und der Oberst Wulf Christoph von Blanckensee waren seine Cousins.

### Militärkarriere
1719 kam Blanckensee zum Infanterieregiment „Forcade“ Nr. 23. Am 17. Januar 1721 wurde er bereits Major und im Jahr 1732 Oberstleutnant. Er wurde zu dieser Zeit von König Friedrich I. mit dem Ausbau der Friedrichstadt in Berlin beauftragt. Blanckensee fiel dann einige Zeit in Ungnade, versöhnte sich dann aber wieder mit dem König. So erhielt er 1736 die Amtshauptmannschaft von Neidenburg und Soldau und dazu ein Geschenk von 500 Dukaten. 1740 wurde er Oberst und am 28. Mai 1743 Generalmajor. Im Juli des Jahres wurde er Chef des Infanterieregiments Nr. 23. Sein Sohn Friedrich Wilhelm war Leutnant und wurde sein Generaladjutant. In der Schlacht bei Soor wurden beide von der gleichen Kanonenkugel getötet.
Er war am Pommernfeldzug 1715/16 beteiligt, 1734/1735 bei den Kämpfen am Rhein sowie am Ersten Schlesischen Krieg.

### Familie
Blanckensee heiratete am 9. September 1714 Anna von Witten (* 23. Oktober 1698; † August 1731). Sie war die Stieftochter des Generals Hans Kaspar von Herzberg. Von seinen Söhnen starben vier im Siebenjährigen Krieg. Er hatte mit seiner Frau folgende Kinder:
- Eckard Ernst (* 1715; † vor 1763), preußischer Leutnant
- Christian Friedrich (* 6. September 1716; † 27. Mai 1757 bei Prag)
 ⚭ Marie Juliane von Flemming aus dem Hause Böck (* 3. November 1724; † 28. Juni 1773)[2]
 ⚭ Frederike Luise von Boden (* 12. August 1724; † 14. Januar 1805) (Tochter von Staatsminister Freiherr August Friedrich von Boden (1682–1762))[3][4]
- Georg Alexander (* 1718; † 22. November 1757 bei Breslau)
- Friedrich Wilhelm (* 1721; † 30. September 1745 bei Soor)
- Friedrich (* 1722; † 3. November 1760 bei Torgau)
- Carl August (* 1723; † 1743), Page der Königin
- Caspar Heinrich Ludwig (* 1725; † 12. August 1759), gefallen bei Kunersdorf
- Friedrich Alexander Christoph (* 25. Dezember 1725; † 12. Mai 1787), preußischer Major
- Friedrich Wilhelm (* 15. Januar 1731; † 15. April 1803), Herr von Steineck und Rohrphul ⚭ Beate Sophie Kortbeck verwitwete von Küssel
- Sophie Eleonore († 1775) ⚭ 1748 Friedrich Wilhelm von Bußke († 22. November 1760), Herr auf Butzke, preußischer Oberst